# 315
Cette page concerne l'année 315  du calendrier julien. Pour l'année 315 av. J.-C., voir 315 av. J.-C. Pour le nombre 315, voir 315 (nombre).
L'année 315 est une année commune qui commence un samedi.

## Événements
- Constantin et Licinius combattent les Sarmates, les Goths et les Carpes sur le Danube. Ils rétablissent la défense de la frontière[1].
- 13 mai, Naissus : une constitution de Constantin met en place une assistance aux enfants pauvres dans l'Empire romain[2] (ou en 329).
- 25 juillet-septembre : Constantin célèbre ses décennales à Rome. Il inaugure à cette occasion l'arc de Constantin[3].

## Naissances en 315
- Épiphane de Salamine, Père de l'Église.

## Décès en 315
- Prisca et Galeria Valeria, la femme et la fille de Dioclétien, assassinées sur ordre de Licinius[4].